# Borland Kylix
Kylix bylo integrované vývojové prostředí firmy Borland určené pro vývoj aplikací v operačním systému GNU/Linux. Je podobné produktům Delphi a C++Builder téže firmy určeným k vývoji ve Windows. Mezi produkty Kylix a Delphi/C++ Builder byla zajištěna částečná (je třeba používat jen vybranou množinu komponent) přenositelnost kódu. První verze Kylixu vyšla v roce 2000, poslední verze 3 roce 2002. Do velké míry byl nahrazen svobodným IDE Lazarus.
Prostředí umožňuje jednoduchým způsobem navrhovat uživatelské rozhraní aplikací prostřednictvím připravených komponent. Vlastní kód může programátor psát v jazyce C++ nebo Object Pascalu.